# ملعب غريمونبريز-جوريس
ملعب غريمونبريز-جوريس هو ملعب كرة قدم متعدد الأغراض يقع في ليل، فرنسا، يتسع لـ 21128 متفرج. بدأ بناؤه في 1974 وافتتح في 28 أكتوبر 1975. تم تجديده في 2000. تم إغلاقه في 2004. تم هدم هذا الملعب في 2010. كان الملعب الرسمي لنادي ليل.